# Reg Allen (Fußballspieler)
Arthur Reginald „Reg“ Allen (* 3. Mai 1919 in Marylebone, London; † 3. April 1976 in Ealing, London) war ein englischer Fußballspieler auf der Position des Torwarts.

## Laufbahn
Reg Allen begann seine fußballerische Laufbahn beim Corona FC, der in der regionalen Hanwell and District League spielte. Bei einem seiner Einsätze wurde Allen von einem Fan der Queens Park Rangers entdeckt, der ihn seinem Lieblingsverein empfahl. QPR lud Allen zu einem Probetraining ein, wo er bald einige Einsätze bei der Reservemannschaft absolvierte. 1938 erhielt er einen Profivertrag und kam für die erste Mannschaft erstmals am 26. November 1938 in einem Auswärtsspiel der Football League Third Division South beim AFC Newport County (0:2) zum Einsatz.
Nachdem Allen gerade mal drei Einsätze in der Saison 1938/39 absolviert hatte, brach der Zweite Weltkrieg aus. Im August 1941 geriet Allen in Kriegsgefangenschaft, aus der er erst im Mai 1945 befreit wurde. In der Saison 1947/48 gewann er mit QPR die Meisterschaft der Football League Third Division South und stieg mit der Mannschaft in die zweitklassige Football League Second Division auf. Dort belegte die Mannschaft zunächst den 13. Platz, bevor sie in der darauffolgenden Saison 1949/50 auf dem 20. Platz landete und somit nur knapp dem Abstieg entging. Grund für das schlechte Abschneiden der Rangers in dieser Spielzeit war die relativ harmlose Offensive, die die wenigsten Treffer in der Liga erzielte (nur 40 Tore in 42 Spielen). Daher war der Klassenerhalt in erster Linie ein Verdienst der Defensive mit nur 57 Gegentoren. In der Defensive ragte vor allem Reg Allen heraus, der zu den besten Torhütern seiner Zeit zählte.
Dies war auch Matt Busby nicht entgangen, der Allen im Sommer 1950 zu Manchester United holte. Bei den Red Devils war Allen in den Spielzeiten 1950/51 und 1951/52 mit 40 bzw. 33 Ligaeinsätzen Stammtorhüter seines Vereins, mit dem er im ersten Jahr Vizemeister und anschließend Meister der englischen Liga wurde. In der darauffolgenden Saison 1952/53 absolvierte er nur noch zwei Spiele (sein letztes für United am 4. Oktober 1952 beim 2:6-Debakel bei den Wolverhampton Wanderers), weil es dem in Manchester geborenen und seit 1945 bei United unter Vertrag stehenden Jack Crompton gelungen war, seinen Platz zwischen den Pfosten zurückzuerobern. Am Ende derselben Saison landete United auf dem achten Rang und Allen wechselte zum FC Altrincham, in dessen Reihen er seine aktive Laufbahn ausklingen ließ.

## Erfolge
- Englischer Meister: 1951/52
- Englischer Drittligameister: 1947/48 (Südstaffel)